# 根津孝太
根津 孝太（ねづ こうた、1969年 - ）は、日本のデザイナー。クリエイティブコミュニケーター。 znug design 取締役。GROOVE X株式会社CDO。グッドデザイン賞審査委員。祖父はフランス文学者の根津憲三。

## 略歴・人物
1969年東京生まれ。千葉大学工学部工業意匠学科卒業。トヨタ自動車入社、愛・地球博『i-unit』コンセプト開発リーダーなどを務める。2005年（有）znug design設立、多くの工業製品のコンセプト企画とデザインを手がけ、ものづくり企業の創造活動の活性化にも貢献。「町工場から世界へ」を掲げた電動バイク『zecOO』、やわらかい布製超小型モビリティ『rimOnO』などのプロジェクトを推進する一方、GROOVE X『LOVOT』、トヨタ自動車コンセプトカー『CamatteArchived 2016年3月11日, at the Wayback Machine.』『Setsuna』、ダイハツ工業『COPEN』、THERMOS ケータイマグ『JMY』『JNLArchived 2015年10月31日, at the Wayback Machine.』『JNR』、Afternoon Tea ランチボックス『LUNCH WAREArchived 2017-11-07 at the Wayback Machine.』、タミヤミニ四駆『Astralster』『RAIKIRI』、人機一体『零式人機』などの開発も手がける。ミラノサローネ「サテリテ」 （Salone del Mobile "Satellite"）、パリ Maison et Objet 経済産業省 "JAPAN DESIGN +" など、国内外のデザインイベントで作品を発表。グッドデザイン金賞 2020(LOVOT)、CES 2020 INNOVATION AWARD（LOVOT）、COOL JAPAN AWARD 2019（LOVOT）、日本感性工学会 かわいい感性デザイン賞 2019 最優秀賞（LOVOT）、同 2016 最優秀賞（rimOnO）、JAPAN WOOD DESIGN AWARD 2016 最優秀賞（農林水産大臣賞）（Setsuna）、JIDA MUSEUM SELECTION 2015（zecOO）、ドイツ iFデザイン賞 2010（THERMOS JMY)、他多数受賞。2014～2020年度 グッドデザイン賞審査委員Archived 2021年3月3日, at the Wayback Machine.。著書『アイデアは敵の中にある』（中央公論新社）、『カーデザインは未来を描く』（PLANETS）。

## 手がけた作品
- GROOVE X LOVOT（2018）
- TOYODA TRIKE（2017）
- つうかあ（2017）
- サーモス JNR（2017）
- 超小型モビリティrimOnO（2016）
- トヨタ SETSUNA（2016）
- タミヤ 電動RC RAIKIRI GT（2016）
- トヨタ Camatteシリーズ（2012-2017）
- タミヤ ミニ四駆 RAIKIRI（2015）
- タミヤ ミニ四駆 Astralster（2013）
- Afternoon Tea LUNCH WARE（2012）
- サーモス JNL（2012）
- 電動バイクzecOO（2011）

## 著書
『カーデザインは未来を描く』（PLANETS 2017）ISBN 978-4-905325-08-6
『アイデアは敵の中にある』（中央公論新社 2016）ISBN 978-4-12-004898-2

## 受賞
- グッドデザイン金賞2020 (2020年 GROOVE X『LOVOT』)
- CES 2020 INNOVATION AWARD（2020年 GROOVE X『LOVOT』）
- COOL JAPAN AWARD 2019（2019年 GROOVE X 『LOVOT』）
- 日本感性工学会 かわいい感性デザイン賞 2019 最優秀賞（2019年 GROOVE X 『LOVOT』）
- JAPAN WOOD DESIGN AWARD 最優秀賞（農林水産大臣賞）Archived 2016年12月17日, at the Wayback Machine.（2016年 トヨタ SETSUNA）
- 日本感性工学会 かわいい感性デザイン賞 最優秀賞（2016年 rimOnO）
- JIDA MUSEUM SELECTION（2015年 zecOO）
- ドイツ iFデザイン賞 （2010年 サーモス JMY）
- グッドデザイン賞 多数
- ミラノサローネ サテリテ 10周年記念展選出（2007年）

## メディア
メディア露出（znug design ホームページ）